# درة سفتة (مقاطعة ديواندرة)
درة سفتة (بالفارسية: دره سفته) هي قرية تقع في منطقة مركزية ريفية في إيران. يقدر عدد سكانها بـ 195 نسمة بحسب إحصاء 2016.